# Teorema lui Cauchy (geometrie)
Teorema lui Cauchy este o teoremă aparținând geometriei, denumită după Augustin Cauchy. Aceasta afirmă că politopurile convexe în trei dimensiuni cu fețe corespondente congruente trebuie să fie congruente unul cu celălalt. Acest lucru înseamnă că orice desfășurată a unui poliedru format de desfășurarea fețelor poliedrului pe o suprafață plană, împreună cu instrucțiunile de lipire care să descrie care fețe trebuie conectate între ele, determină în mod unic forma poliedrului original. De exemplu, dacă șase pătrate sunt conectate sub forma unui cub, atunci ele trebuie să formeze un cub: nu există un alt poliedru convex cu șase fețe pătrate conectate în același fel care să nu aibă aceeași formă.
Acesta este un rezultat fundamental al teoriei rigidității: o consecință a teoremei este că, dacă cineva va face un model fizic de poliedru convex, conectând plăci rigide pentru fiecare dintre fețele poliedrului cu balamale flexibile de-a lungul marginilor, atunci acest ansamblu de plăci și balamale va forma neapărat o structură rigidă.

## Afirmație
Fie P și Q politopuri convexe tridimensionale, echivalente din punct de vedere combinatoric; înseamnă că acestea sunt politopuri convexe cu laticea fețelor izomorfă. Se presupune în continuare că fiecare pereche de fețe corespondente din P și Q sunt congruente reciproc, adică formează un rigid. Atunci P și Q sunt și ele congruente.
Pentru a dovedi necesitatea convexității, se consideră un icosaedru regulat. Se poate „adăuga forțat” un vârf pentru a crea un poliedru neconvex care să fie totuși încă echivalent din punct de vedere combinatoric cu un icosaedru regulat. Un alt mod de a aborda acest caz poate fi prin luarea piramidei pentagonale de la un vârf și reflectarea ei față de baza ei.

Icosaedru regulat (convex)

## Istoric
Rezultatul își are originea în Elementele lui Euclid, în care corpurile solide sunt numite egale dacă același lucru se aplică și pentru fețele lor. Această versiune a rezultatului a fost demonstrată de Cauchy în 1813, bazându-se pe activitatea anterioară a lui Lagrange. O eroare în demonstrația lui Cauchy a lemei principale a fost corectată de Ernst Steinitz, Isaac Jacob Schoenberg și Aleksandr Danilovich Aleksandrov. Varianta corectată este atât de scurtă și de elegantă, încât este considerată a fi parte din Proofs from THE BOOK⁠(d).

## Generalizări și rezultate similare
- Rezultatul nu se menține pe un plan sau pentru poliedre neconvexe în {\displaystyle \mathbb {R} ^{3}}: există poliedre flexibile neconvexe care au unul sau mai multe grade de libertate care le conservă forma fețelor. În special octaedrele Bricard sunt suprafețe flexibile auto-intersectate descoperite de matematicianul francez Raoul Bricard în 1987. Sfera Conelly, un poliedru flexibil neconvex omomorf cu o 2-sferă a fost descoperită de Robert Connelly în 1977.[2][3]
- Deși teorema a fost demonstrată de Cauchy în trei dimensiuni, ulterior a fost extinsă de către Alexandrov (1950) la dimensiuni mai mari.
- Teorema rigidității a lui Cauchy  este un corolar al teoremei lui Cauchy, care afirmă că un politop convex nu poate fi deformat astfel încât fețele sale să rămână rigide.
- În 1974, Herman Gluck a demonstrat că într-un anumit sens aproape toate suprafețele închise conectate în mod simplu (adică din spațiul simplu conex) sunt rigide.[4]
- Teorema rigidității a lui Dehn este o extensie a teoremei rigidității lui Cauchy la rigiditatea infinitezimală. Rezultatul a fost obținut de către Dehn în 1916.
- Teoria unicității a lui Alexandov⁠(d) este un rezultat obținut de Alexandrov (1950) care generalizează teorema lui Cauchy, demonstrând că poliedrele convexe sunt descrise în mod unic în spațiile metrice de geodezicele de pe suprafața lor. Teorema analoagă a unicității pentru suprafețe netede a fost demonstrată de Cohn-Vossen în 1927. Teorema unicității lui Pogorelov este un rezultat obținut de Pogorelov, care generalizează ambele rezultate și fiind aplicabilă pentru suprafețele convexe în general.